# Narubadin Weerawatnodom
Narubadin Weerawatnodom (thailändisch อดิศักดิ์ ไกรษร, * 12. Juli 1994 in Ayutthaya), auch als Ton (thailändisch ต้น) bekannt, ist ein thailändischer Fußballspieler.

## Karriere

### Verein
Narubadin Weerawatnodom erlernte das Fußballspielen in der Schulmannschaft des Assumption College Thonburi, sowie den Jugendabteilungen von Ayutthaya FC, Police United und BEC-Tero Sasana FC. Seinen ersten Vertrag unterschrieb er 2013 beim damaligen Erstligisten BEC-Tero Sasana FC in Bangkok. Nach 45 Spielen und zwei Toren wechselte er 2015 nach Buriram zum dortigen Erstligisten Buriram United. Bis heute steht er in Buriram unter Vertrag.

### Nationalmannschaft
Von 2011 bis 2012 spielte Narubadin Weerawatnodom achtmal in der thailändischen U-19-Nationalmannschaft. 22 Mal trug er von 2012 bis 2016 das Trikot der U-23-Nationalmannschaft. Seit 2013 spielt er für die thailändische Nationalmannschaft. Sein Debüt gab er am 23. Januar 2013 in einem Freundschaftsspiel gegen Finnland, dass Thailand 1:3 verlor.

## Erfolge

### Verein
BEC-Tero Sasana FC
- Thailändischer Ligapokalsieger: 2014

Buriram United
- Thailändischer Meister: 2015, 2017, 2018, 2021/22, 2022/23, 2023/24, 2024/25
- Thailändischer Vizemeister: 2019, 2020/21
- Thailändischer Pokalsieger: 2015, 2021/22, 2022/23
- Thailändischer Ligapokalsieger: 2015, 2021/22, 2022/23
- Kor Royal Cup: 2015, 2016
- Thailand Champions Cup: 2019
- Mekong Club Championship: 2015, 2016

### Nationalmannschaft
Thailand
- King’s Cup: 2016
- Südostasienmeisterschaft: 2014, 2021

Thailand U-23
- Sea Games: 2013, 2015

Thailand U-19
- AFF U-19 Youth Championship: 2011